# Одеговы (Шабалинский район)
Одеговы — упразднённая в 1994 году деревня в Шабалинском районе Кировской области России. Входила на год упразднения в состав Новотроицкого сельсовета. Ныне урочище на территории  Новотроицкого сельского поселения.

## География
Деревня находилась в западной части региона, в пределах Волжско-Ветлужской равнины, в подзоне южной тайги,  у реки Быстрая.

## Климат
Климат характеризуется как континентальный, с продолжительной холодной снежной зимой и умеренно тёплым коротким летом. Среднегодовая температура — 1,6 °C. Средняя температура воздуха самого холодного месяца (января) составляет −13,8 °C; самого тёплого месяца (июля) — 17,5 °C . Безморозный период длится 89 дней. Годовое количество атмосферных осадков — 721 мм, из которых 454 мм выпадает в тёплый период.

## История
Снята с учёта Постановлением Думы Кировской области от 22.11.1994 № 7/54

## Население
По данным Всероссийской переписи населения 1989 года жителей не зафиксировано.